# طاجين الحلو
طاجين الحلو من الأطباق المتعارف عليها في الجزائر، والمشهورة بطعمها اللذيذ، إلى جانب طريقة تحضير طاجين الحلو المتّسمة بالسهولة وتواجد مكوناتها في جميع الأسواق، وسمي بالطاجين الحلو نظراً لاستخدام الفواكه فيه وتحديداً العنب الحلو المجفّف.

## المكونات
- ثلاثة أكواب من الماء ويفضّل أن يكون فاتراً.
- خمسمائة غرام من لحم الضأن ويفضّل أن يكون خالي من دهون.
- نصف كوب من العنب الحلو المجفّف أو الزبيب، يجب نقعه بالماء الفاتر لمدة نصف ساعة.
- نصف كوب من الأراسيا المجفّفة، يجب نقعها بالماء الفاتر لمدة نصف ساعة.
- ملعقة واحدة متوسطة من السمن ويفضّل أن يكون نباتي.
- ملعقة واحدة متوسطة من السكر الناعم.
- ربع ملعقة كبيرة من مسحوق الزعفران.
- ثمرة واحدة متوسطة الحجم من البصل الجاف.
- ثلاثة أعواد من القرفة.
- ربع ملعقة كبيرة من نكهة الفانيلا.
- بعض من المكسرات للتزيين مثل لوز المقشّر، أو الكاجو النيء.

## طرق التحضير

### الطريقة الأولى
في وعاء للقلي نقوم بإضافة ملعقة السمن، ونقلّبها لتذوب وتسخن على نار متوسطة الحرارة.
نقوم بإضافة البصل المفروم فرماً ناعماً ونقلّبه جيداً ليذبل ويصبح لونه ذهبياً.
نقوم بإضافة اللحم إلى البصل وزيت ونقلبه ليتغير لونه ويختلط جيداً مع البصل ويتداخل به.
نضيف الماء على اللحم والبصل ويفضّل أن يكون فاتراً، ونقوم بتغطية المكونات لينضج اللحم لمدة ساعة إلا ربع.
بعد ذلك نقوم بإضافة مسحوق الزعفران وأعواد القرفة، ونترك المكونات مع بعضها البعض لمدّة عشر دقائق.
نضيف الأراسيا والعنب المجفّف والسكر والفانيلا، ونترك الخليط مع بعضه البعض على النار ليتجانس لمدة تتراوح بين ربع ساعة إلى عشرين دقيقة، ومن ثمّ نرفع الخليط عن النار ونضعه جانباً ليبرد قليلاً، مع وضعه لاحقاً بطبق التقديم وتزيينه بالمكسرات اللذيذة.

### الطريقة الثانية
نقوم بتقطيع اللحم ويوضع في قدر ونضيف اليه الماء والسمن والقليل من السكر ويضاف اليه القرفة والعنب المجفف، ويطهى على النار الهادئة مدة نصف ساعة، بالإضافة إلى إضافة السكر من الحين إلى الآخر، ثم تضيف المشمش المجفف والتفاح ويكون مقشر ومنقى، ثم تستمر بالطهي لمدة عشرون دقيقة، حتى يصبح كثيفاً، ثم يضاف اليه ماء الزهر ويترك يغلي غلوتين ثم نطفيء النار ويقدم ساخن.

### الطريقة الثالثة
في مقلاة في نضع السمن النباتي والبصل ويقلب ثم يضاف اليه اللحم ثم يضاف اليه الزعفران ويقلب جيداً، ثم يضاف اليه الماء والقرفة، ثم يترك على نار متوسطة حتى يستوي اللحم، ثم يضاف البرقوق والزبيب ثم السكر والفانيلا، ويترك على النار لمدة عشرة دقائق، ثم يبعد عن النار ويزين بالجلجلان.